# Краљева завршница
„Краљева завршница“ је југословенски филм из 1987. године. Режирао га је Живорад Томић, а сценарио су писали Небојша Пајкић и Живорад Томић.

## Радња
Бранко Краљ је правник, интелигентан, марљив и тачан. Али га његов приватни живот доводи у ситуације које не може да реши ни интелигенцијом, ни марљивошћу. Његова жена је правница. Имају малог сина који због болести мора да живи на мору код жениних родитеља. Жена једном недељно путује да би видела сина а он због обавеза путује ретко и све више се удаљава од породице. Све више се везује за своју дугогодишњу љубавницу која му пружа мир и нежност.
Једном приликом Краљ и Вишња путују полупразним возом, а Краљ одлази у удаљени купе на партију шаха. То искористе тројица мушкараца из пратећег особља воза те силују Вишњу која је остала сама у купеу.

## Улоге
| Глумац                  | Улога                |
| ----------------------- | -------------------- |
| Ирфан Менсур            | Бранко Краљ          |
| Ена Беговић             | Вишња                |
| Владислава Милосављевић | Ирена                |
| Иво Грегуревић          | продавац пића у возу |
| Зденко Јелчић           | кондуктер            |
| Влатко Дулић            | конобар              |
| Звонимир Торјанац       | психијатар           |
| Богдан Диклић           | Божа                 |
| Бисерка Фатур           |                      |
| Иво Фици                | шахиста              |
| Фрањо Мајетић           | шахиста              |
| Илија Ивезић            | Темељ                |
| Мирјана Мајурец         | секретарица          |
| Ведран Михлетић         | Мишко                |
| Милан Штрљић            | инспектор            |

## Награде
- Пула 87' - Златни венац Студија режисеру дебитанту[2]
- Битољ 87' - Диплома сниматељу дебитанту[2]